# Арман Траоре
Арман Траоре (Armand Traoré) е френски футболист със сенегалски произход, състезаващ се за Ювентус под наем от Арсенал. Играещ като краен ляв бранител или ляво крило, Траоре притежава завидна скорост.
Като юноша преминава през няколко отбора преди да бъде забелязан от скаутите на Арсенал, като е привлечен от „Топчиите“ през 2006 г. През сезон 2008/2009 е отдаден под наем на Портсмут. След края на неговия престой в Портсмут се завръща в Арсенал, но не успява да се наложи в представителния отбор. На 31 август 2010 г. преминава под наем в Ювентус за сезон 2010/2011.